# Spar
Spar (stilizirano: SPAR, izvorno DESPAR) nizozemska je multinacionalna franšiza trgovačkih lanaca osnovana 1932. godine.
SPAR Hrvatska četvrti je najveći hrvatski maloprodajni trgovački lanac s udjelom od oko 10 – 20 % na hrvatskom tržištu, odnosno drugi najveći strani maloprodajni trgovački lanac. Dio je SPAR Austria grupe. SPAR u Hrvatskoj posluje kroz dva osnovna formata: INTERSPAR hipermarketi i SPAR supermarketi, prilagođeni različitim veličinama lokacija i potrebama potrošača. Zapošljava više od 4600 ljudi, a u Hrvatskoj ima 116 prodavaonica. Ukupni prihod Spara u 2018. godini iznosio je 4,52 milijardi kuna. SPAR se vodi kao trgovački lanac s najviše hrvatskih proizvoda, odnosno 77 % ukupnog asortimana.
Spar posjeduje vlastitu marku proizvoda, S-Budget, koja je usmjerena na jeftinije cijene učestalih proizvoda.

## Povijest
- 2004. Osnovan je Spar i postaje dio SPAR Austria grupe.
- 2005. Otvaranje prvog Interspar supermarketa u Zadru.

## Akvizicije
- Spar je 1. travnja 2017. preuzeo poslovanje trgovačkog lanca BILLA u Hrvatskoj.[6]

## Vanjske poveznice
- Službena web stranica